# Tetracanthella albanordica
Tetracanthella albanordica is een springstaartensoort uit de familie van de Isotomidae. De wetenschappelijke naam van de soort is voor het eerst geldig gepubliceerd in 1985 door Peja.